# Diego Ciz
Diego Ciz, vollständiger Name Diego Nicolás Ciz Vaz Torres, (* 31. Mai 1981 in Montevideo) ist ein uruguayischer ehemaliger Fußballspieler.

## Karriere
Der 1,79 Meter große Defensivakteur Ciz spielte zunächst für die Jugendmannschaften des Club Atlético Peñarol. Anfang 2005 wechselte der Linksverteidiger zum Rocha FC und gewann mit dem Klub die Apertura der Erstligaspielzeit 2005/06. Saisonübergreifend stehen für ihn beim Verein aus der gleichnamigen osturuguayischen Departamento-Hauptstadt 47 Einsätze (kein Tor) in die Primera División zu Buche. Im Januar 2007 schloss er sich dem Club Olimpia an. In der Copa Sudamericana 2008 bestritt er für den paraguayischen Verein vier Partien (kein Tor). Im August 2009 und im Januar 2010 sind jeweils Erstligaeinsätze (mindestens ein Tor) für diesen Klub verzeichnet. Ende Februar 2010 verpflichtete ihn Rapid Bukarest auf Leihbasis. Bei den Rumänen absolvierte er bis zu seinem letzten Einsatz am 22. Mai 2010 neun Erstligaspiele (kein Tor). Mitte Dezember 2010 wechselte er sodann vom Club Olimpia zu Sol de América. Dort kam er in 71 Ligabegegnungen zum Einsatz und schoss vier Tore. Zum letzten Mal lief er für diesen Klub am 25. November 2012 in der höchsten Spielklasse Paraguays auf. Spätestens seit August 2013 stand er in Reihen von Sportivo Luqueño. Nachdem er 35 Erstligapartien (kein Tor) für den Verein aus Luque absolviert hatte, schloss er sich im Juli 2014 Club Rubio Ñu an. Dort kam er saisonübergreifend 39-mal (kein Tor) in der Primera División zum Einsatz. In der zweiten Januarhälfte 2016 folgte ein Wechsel erneut innerhalb Paraguays zu River Plate Asunción. Bislang (Stand: 22. Juli 2017) lief er in 26 Ligaspielen (ein Tor) für den Erstligisten auf.